# 6628 Dondelia
6628 Dondelia este un asteroid din centura principală de asteroizi.

## Descriere
6628 Dondelia este un asteroid din centura principală de asteroizi. A fost descoperit pe 24 noiembrie 1981 la Stația Anderson Mesa de Edward L. G. Bowell. El prezintă o orbită caracterizată de o semiaxă mare de 2,90 ua, o excentricitate de 0,07 și o înclinație de 2,9° în raport cu ecliptica.